# Paul Erwin Odenbach
Paul Erwin Odenbach (* 13. August 1924 in Den Haag; † 10. Februar 2007 in Köln) war ein deutscher Psychiater und ärztlicher Standespolitiker.

## Leben
Paul Erwin Odenbach studierte in Heidelberg und Köln Medizin. 1953 und 1954 war er Präsident des internationalen Verbandes der Medizinstudenten.  Das ärztliche Staatsexamen legte er 1955 ab, die Promotion zum Dr. med. 1961. Die Weiterbildung zum Nervenarzt erfolgte an der Kölner Universitäts-Nervenklinik.
Von 1966 bis 1975 war Odenbach Vorsitzender des Marburger Bundes, von 1967 bis 1975 Vorstandsmitglied der Bundesärztekammer und von 1969 bis 1975 Vizepräsident der Ärztekammer Nordrhein. Von 1975 bis 1991 war er Geschäftsführender Arzt der Bundesärztekammer und mit der Abteilung für Fortbildung und Wissenschaft betraut. Von 1989 bis 1990 amtierte er für neun Monate als Hauptgeschäftsführer der Bundesärztekammer.
Odenbach starb 2007 im Alter von 82 Jahren. Seine Grabstätte befindet sich auf dem Friedhof in Köln-Rondorf.

## Ehrungen
- 1993: Bundesverdienstkreuz 1. Klasse
- 1994: Paracelsus-Medaille der Deutschen Ärzteschaft